# NGC 2568
NGC 2568 (również OCL 727, ESO 370-SC5 lub Pismis 1) – gromada otwarta znajdująca się w gwiazdozbiorze Rufy. Odkrył ją Edward Barnard w 1881 roku. Znajduje się w odległości ok. 19,3 tys. lat świetlnych od Słońca.